# Hof Rheinau
Der Hof Rheinau war ein landwirtschaftliches Gut im Gebiet der heutigen Stadt Neuwied. Er lag dort, wo in späterer Zeit die kruppschen Hochöfen errichtet wurden und heute die Dyckerhoff-Zementwerke stehen, zwischen Rhein und dem ehemaligen Rheinarm Die Schleidt.

## Geschichte
Erstmals erwähnt wird der Hof im Jahr 1606, als die Herren von der Leyen den Hof Rheinau bewirtschafteten. 1670 erwarb der wiedische Obristlieutenant von Hachenberg den Hof und nannte ihn Rheinau. 
Im Jahre 1699 wurde der Hof Rheinau in einem Adelsbrief Kaiser Leopolds I. (reg. 1658–1705) nochmals erwähnt. 1679 hatte Herzog Carl zu Lothringen dem kaiserlichen Hofkriegsrat vorgeschlagen, den Obristleutnant Johann Henrich Hachenberg wegen seines untadeligen Verhaltens und seiner militärischen Verdienste und unter Berücksichtigung, dass drei seiner Söhne ebenfalls im kaiserlichen Heer als Major bzw. Capitains dienten, in den Adelsstand zu erheben. 1699 wurde dem Gesuch stattgegeben, Johann Henrich Hachenberg in den erblichen Grafenstand erhoben und ihm das Führen eines Wappens gestattet.
„Und damit öfters gedachter Johann Henrich von Hachenberg Unserer Kayserlichen begnadigungen und privilegien desto ruhig- und beständiger genießen könne, so nehmen Wir denselben sambt seiner Ehewurthin, Kinder ....., als sein Haus REHINAW das Leyische Haus- und Hoffguth, sodann auch das Staffensche Guth so allerseiths in der Ritterschafft zu Friedberg gehörig, in Unsern und des Heyligen Reichs auch Unsers Ertzhauses Österreich sonderbahren schutz und schirm, glaidt und Salva Guardia gnädigst auff und an, und meinen, setzen und wollen, das er und die seinige sich dessen frewen, gebrauchen und genießen ... und [ihrer] Nohtdurfft nach, Unsern Kayser- und Königlichen Adler zu einem Zeichen Unserer Kayserlichen Protektion, schutz und schirm, an ihre Häuser, Hoff und wohnungen anschlagen und hernach mit gebührender reverenz widerumb abnehmen mögen.
Gegeben zu Wien am 5.Decembris 1699.“ – Demnach scheint der Hof Rheinau 1699 dem Grafen Johann Henrich von Hachenberg als erbliches Lehen zugefallen zu sein (Anmerkung von Karl Hachenberg, Wissen nach einer vorliegenden Kopie des Adelsbriefes).
Graf Friedrich Wilhelm von Wied kaufte am 7. Juli 1732 von Ernst Anton Sohler den Hof Nodhausen. Dabei lieh Sohler dem Grafen den Betrag von 2.494 Reichstaler, um von den Erben des Obristen Friedrich Wilhelm von Hachenberg den Hof Rheinau anzukaufen. Die Witwe von Hachenberg, geborene von Hartleben, veräußerte den Hof im Jahre 1733 an den wiedischen Grafen. Dieser baute den Hof zu einem Mustergut für Klee- und Kartoffelanbau aus. Später legte er eine Maulbeerplantage zur Seidenraupenzucht an und eröffnete schließlich eine Baumwollfabrik.
Am 9. Februar 1740 stößt man auf Peter Giess, der offensichtlich das Rheinauer Ackerland bebaute (noch 1772). Es war die Zeit, in der das wiedische Haus bestrebt war, die verstreut liegenden Güter zu arrondieren. Das Große Werth (eine Wiese) und das Kleine Werth wurden ebenfalls 1737 angekauft. Die Höfe Nodhausen (96 Morgen) und Friedrichsthal (182 Morgen) weiteten ihren Besitz noch aus. Das Gleiche war bereits 1707 mit dem Bonefelder Hof (33 Morgen) geschehen. In der Mitte dieses Jahrhunderts setzten aber diese Käufe schon aus. Ein spärliches Licht fällt 1776 auf den Hof. In diesem Jahr wurde ein Vergleich zwischen der wiedischen Rentkammer und den sogenannten hachenbergischen Erben ausgehandelt. Die damals genannten Güter: Am Heimbacher Weg (hinter Heddesdorf), am Sayner Weg, auf dem Engerser Weg, auf Distelfeld, in der Sohlen, in der Kirchhelten, auf den Florzäunen, im Frosch, aufm Rabennest, im Weidchen und aufm Berg, auf Bäring, im Hof Gründgen, auf der Plaiten, im Langendorfer Feld. Diese Güter werden aufgrund ihrer Lage dem Hachenbergischen Erbe zugerechnet. Der Amtmann Hachenberg war ein Sohn des bekannten saynischen Stadtschreibers. Er besaß vorwiegend Felder auf dem Engerser Weg, die er aber wegen der Überschuldung für 82 Reichstaler verkaufen musste. Der Vertrag, der aus diesem Grunde ausgestellt wurde, trägt die Unterschriften von Johanna Maria Hachenberg, Antoinetta Hachenberg und S. B. Hachenberg. Der Hof gelangte 1776 gänzlich in das Eigentum der Grafen von Wied. Clemens von Hachenberg war derjenige, der diesen Verkauf vorangetrieben hatte. Diese Gelegenheit bot die Möglichkeit einer geschichtlichen Rückbesinnung. So hatte in rückliegender Zeit der Bürger Pottelsberg diesen Hof Rheinau denen von Hachenberg zugewandt. Jedenfalls waren die Pottelsbergs schon 1728 auf dem Hof, denn die Frau von Pottelsberg entrichtete in diesem Jahr die fälligen Zinsen. Der Graf von Wied hatte diesen Hof und dessen Güter mit denen des Heddesdorfer Herrenhöfchens vereinigt. Von diesen Gütern hatte der Heddesdorfer Schulze Fimmel drei Morgen erhalten, um darauf sein Haus, die sogenannte Fimmelburg zu erbauen. Als der Hof am 16. August 1795 von den Franzosen in Brand geschossen wurde, waren sich die herbeigerufenen Beamten einig, dass ein Wiederaufbau sich nicht mehr lohne. Die Hofgüter – wie die kärglichen Aufzeichnungen noch deutlich machen – stießen auf die Felder der Langendorfer. Noch zu Beginn des 18. Jahrhunderts waren Einzelheiten in der Erinnerung geblieben. Vor allem wurde noch lange von dem Geyer Gut gesprochen. Das Schicksal des Hofes Rheinau ist dem des Geucher Hofes recht ähnlich.